# Vogelpark Heiligenkirchen
Koordinaten: 51° 53′ 57,8″ N, 8° 51′ 24,1″ O
Der Vogelpark Heiligenkirchen im Detmolder Ortsteil Heiligenkirchen ist eine wissenschaftlich geführte Zoologische Einrichtung mit der Spezialisierung auf exotische Vögel und Kleinsäuger. Dabei steht der direkte Kontakt mit den Tieren im Vordergrund. Der Vogelpark wurde 1969 von Kurt Eckstein eröffnet und befindet sich seitdem im Familienbesitz.

## Geschichte
In den 1960er Jahren suchte Kurt Eckstein eine Fläche für die von ihm privat gehaltenen exotischen und einheimischen Vögel und fand diese in Heiligenkirchen. Aufgrund des steigenden Interesses der umliegenden Bevölkerung und der Unterstützung des Ortsbürgermeisters eröffnete er schließlich im Jahre 1969 den damaligen Vogel- und Blumenpark Heiligenkirchen und machte ihn dadurch für die Öffentlichkeit zugänglich.
1986 übernahm sein Sohn Friedrich-Wilhelm Eckstein die Leitung. Durch ihn wurde in den folgenden Jahren die Konzeption des Parks weiterentwickelt. Von einer reinen Darstellung der Tiere, wandelte sich der Vogelpark zu einer modernen Zoologischen Einrichtung mit dem Ziel die Besucher unmittelbar anzusprechen und einen direkten Kontakt zu den Tieren zu ermöglichen. Um das Angebot für auf die ganze Familie zu erweitern wurde ein großer Abenteuerspielplatz errichtet sowie ein gastronomisches Angebot ergänzt.
Für eine zukünftige Erweiterung des Parks wurde im Jahre 2016 ein 1,4 Hektar großes Nachbargrundstück erworben.

## Tierbestand

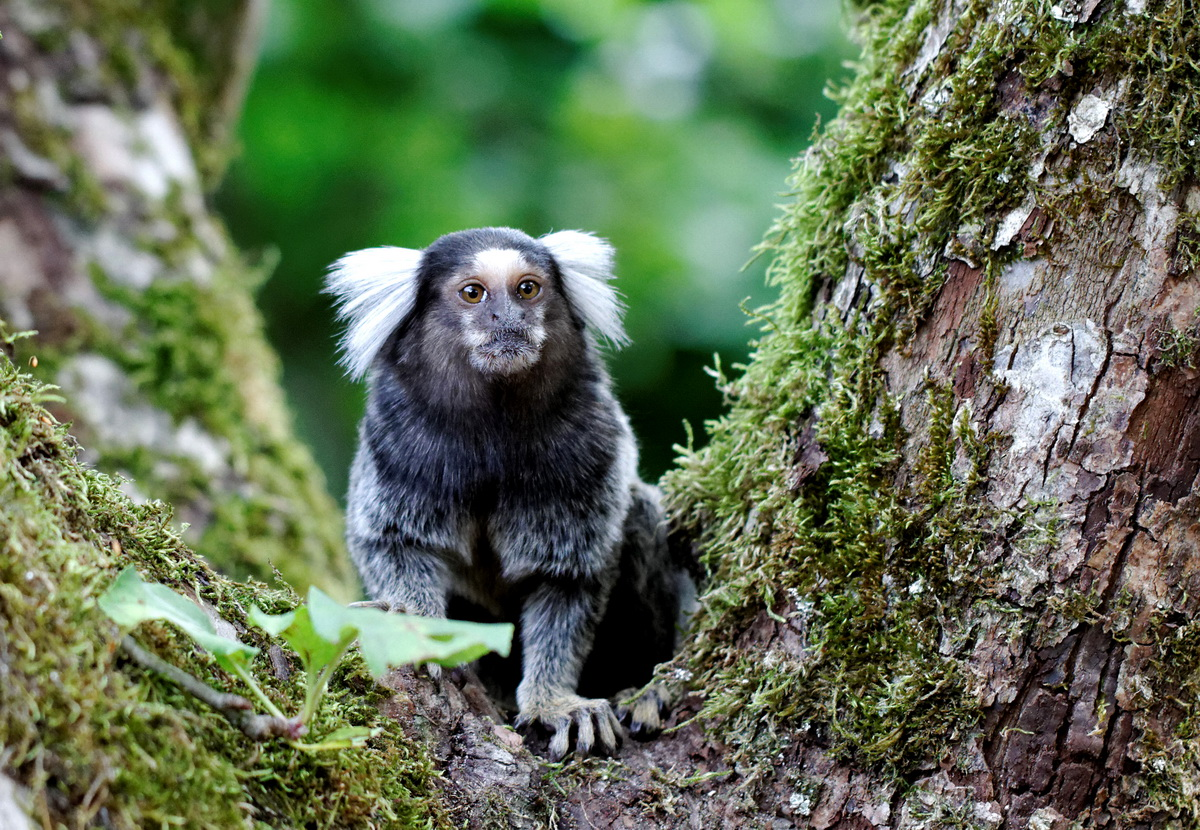
Weißbüschelaffe in der Baumkrone

Der Bestand umfasst rund 1000 Tiere, großteils Vögel, aus 300 Arten, darunter verschiedene Pelikane, Störche, Kraniche, Pfauen, Tukane und Nashornvögel. Vertreten ist auch der kleinste Hühnervogel der Welt, die Chinesische Zwergwachtel mit ihren hummelgroßen Küken, sowie als größte Arten ein Helmkasuar und Emus. Die Tiere werden in großen, zum Teil begehbaren, Volieren und Freigehegen, welche von Blumenbeeten umgebenen sind, gehalten. Dabei wird darauf wert gelegt, dass die Tiere in natürlichen Vergesellschaftungen zusammenleben.
Zum Säugetierbestand gehören u. a. Bennett-Kängurus, Goldagutis, Präriehunde, Totenkopfaffen und Weißbüschelaffen sowie Lisztaffen.

## Artenschutz
Der Vogelpark beteiligt sich am Europäischen Erhaltungszuchtprogramm u. a. mit der Zucht des Doppelhornvogels und des Bolivianischer Totenkopfaffen. Des Weiteren ist der Park im Rahmen der European Studbook Foundation an der Erhaltungszucht des Keas, des Decken-Tokos und dem Nimmersatt einbezogen.

### Konkrete Projekte
Der Vogelpark Heiligenkirchen unterstützt das Monitoring von Quetzalpopulationen sowie den Schutz von Nebelwäldern in Guatemala der Stiftung Artenschutz.
Zudem beteiligt sich der Park in Zusammenarbeit mit anderen Zoologischen Gärten an dem Projekt Zootier des Jahres, um auf bedrohte Arten aufmerksam zu machen und Projekte der Katala Foundation finanziell zu unterstützen.

## Besonderheiten

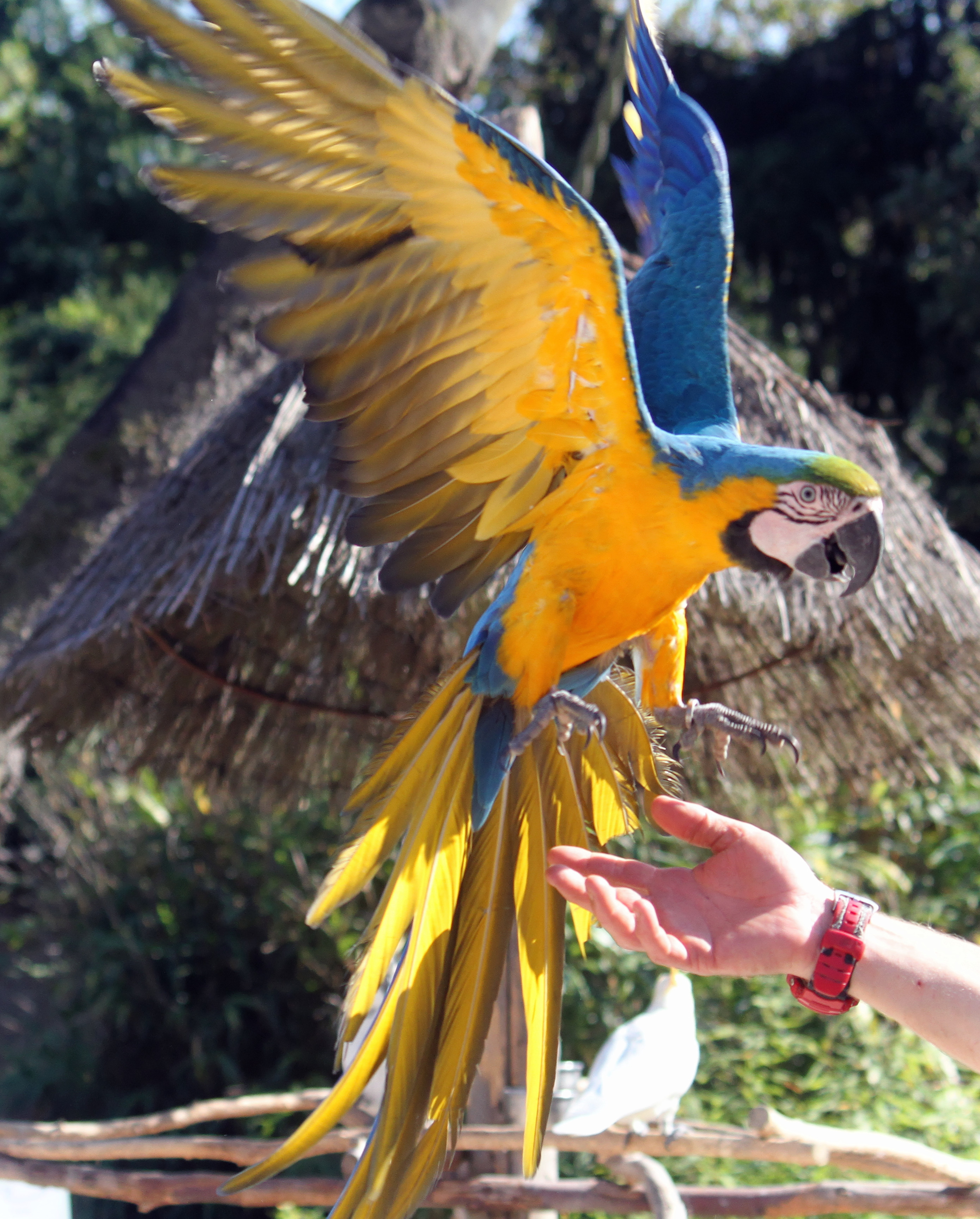
Gelbbrustara auf der Papageien-Streichelwiese

Für die Besucher besteht die Möglichkeit, sich zahme Papageien auf den Arm setzen zu lassen und sie zu streicheln. Ebenso beherbergt der Park eine begehbare Voliere mit über 200 Sittichen, die gefüttert werden können. Täglich besteht die Möglichkeit an einem kostenlosen Futterrundgang mit einem Tierpfleger teilzunehmen, bei dem Wissenswertes über verschiedene Tiere erläutert wird sowie mitgefüttert werden kann. Für Schulklassen und Kindergeburtstage bietet der Park zu verschiedenen Themen eine Zooschule.
Der Vogelpark Heiligenkirchen unterhält eine Kooperation mit dem potts park in Minden und dem Zoo Osnabrück.

## Verkehrsanbindung
Der Vogelpark ist über der L 828 (Denkmalstraße) in Detmold zu erreichen und bietet Platz für ca. 200 Fahrzeuge sowie vier Busparkplätze.
Über die Linie 782 sowie zusätzlich an Wochenenden und Feiertagen durch die Touristiklinie 792 ist der Park über die Haltestelle „Vogelpark“ per ÖPNV zu erreichen.